# McLaren MP4-30
El McLaren MP4-30 fue un monoplaza de Fórmula 1 diseñado por Tim Goss, Peter Prodromou y Neil Oatley para el equipo McLaren Honda, para competir en la temporada 2015. Es el primero de la vuelta de la alianza McLaren-Honda, asociación que busca repetir los éxitos conseguidos entre finales de los años 1980 y principios de los años 1990. El MP4-30 fue conducido por dos experimentados pilotos: Jenson Button (campeón del mundo en 2009) y Fernando Alonso (campeón del mundo en 2005 y 2006). Alonso llegó al equipo para reemplazar a Kevin Magnussen, después de haber pasado cinco años  en el equipo Ferrari, pero tuvo que ser reemplazado por el danés durante los segundos test de Barcelona y en la primera carrera debido a las lesiones provocadas en el accidente de pretemporada en Barcelona. Magnussen, Stoffel Vandoorne y Oliver Turvey realizaron pruebas adicionales y trabajo de desarrollo.
El coche fue el primero construido por McLaren desde el MP4/7A en ser propulsado por un motor Honda -hecho que no ocurría desde la temporada 1992- conocido como RA615H, después de que McLaren pusiera fin a su asociación de veinte años con Mercedes al final de la temporada 2014.

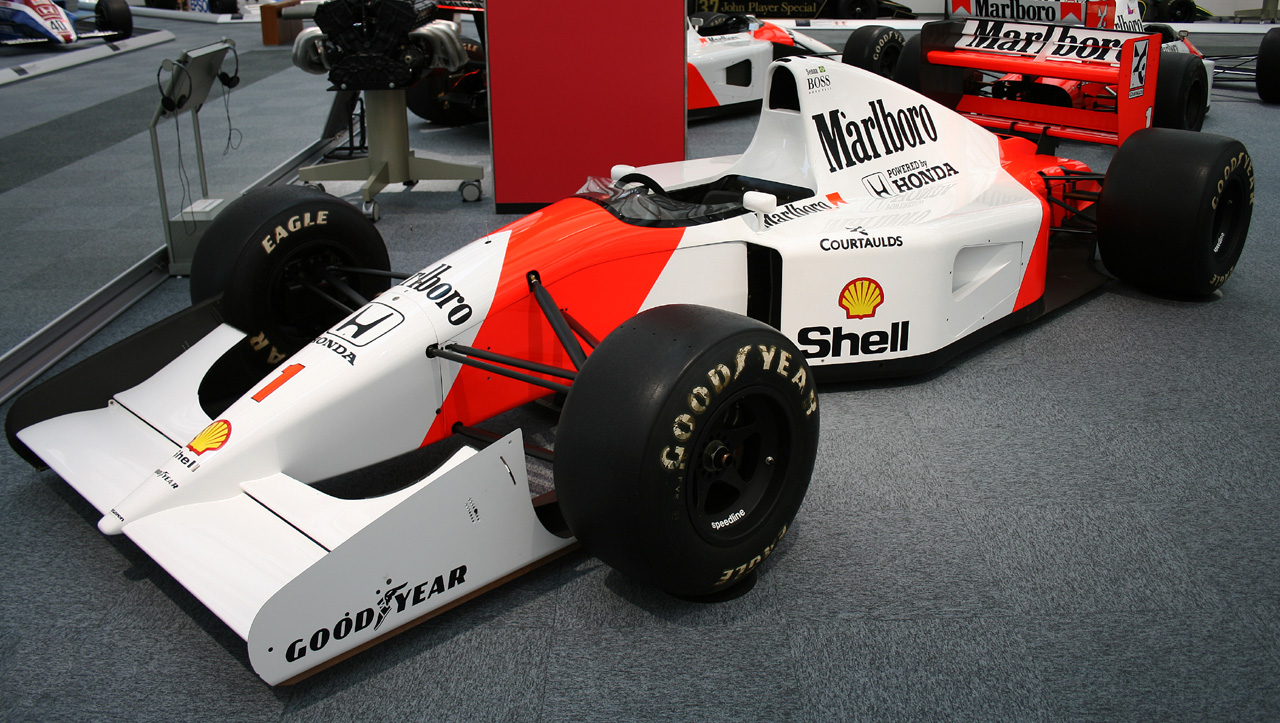
El McLaren MP4/7A, que disputó la temporada de 1992, fue el último coche construido por McLaren que utilizó un motor Honda, el V12 Honda RA122-E de 3,5 L (214 cu pulg.).

El equipo apodó al coche "Fórmula Uno de tamaño cero" por su distintiva parte trasera afilada, que se consiguió diseñando el motor Honda para funcionar a temperaturas más altas que otros motores. Al final de la temporada, el coche registró un quinto puesto como mejor resultado en el Gran Premio de Hungría, y sólo había sumado 27 puntos, dejando a McLaren noveno en el Campeonato mundial de Constructores, cuando en la temporada 2014 la escudería británica sumó 181 puntos. Jenson Button y Fernando Alonso clasificaron en decimosexta y decimoséptima posición, respectivamente, en el Campeonato del Mundo de Pilotos, mientras que Magnussen no se clasificó formalmente, ya que no tomó la salida en la única carrera en la que participó. Esto hizo que 2015 fuese la peor temporada en la Fórmula 1 que el equipo había participado en 35 años, ya que una serie de problemas técnicos y abandonos comprometieron el rendimiento del coche. Un análisis del proyecto apuntaba a un fallo en la comunicación entre McLaren y Honda, a que Honda subestimó la tecnología necesaria para el motor y a fallos críticos en el diseño del motor como causa de los problemas del equipo.

## Diseño y desarrollo

### El equipo de diseño
Tras haber desarrollado el McLaren MP4-29 en 2014, Tim Goss y Neil Oatley volvieron para diseñar y construir el MP4-30. Peter Prodromou, que trabajó anteriormente para McLaren entre 1991 y 2006, fue contratado de nuevo por el equipo desde Red Bull Racing -donde había trabajado como Jefe de Aerodinámica del equipo- para ayudar en el diseño del MP4-30 y supervisar las operaciones en pista del equipo junto con el ex diseñador de Sauber Matt Morris.
El motor RA615H se desarrolló en las instalaciones de Investigación y Desarrollo de Automóviles de Honda en Utsunomiya, en la prefectura de Tochigi -las mismas instalaciones utilizadas para desarrollar el Honda Civic WTCC para su uso en el Campeonato Mundial de Turismos y el Honda NSX-GT para competir en el campeonato japonés de Super GT-, con el proyecto dirigido por Yasuhisa Arai y también McLaren obtuvo apoyo directo de fábrica de Honda.

### Desarrollo inicial
Honda había competido anteriormente en la Fórmula 1 como constructor cuando compró British American Racing en 2006, antes de vender el equipo a Brawn GP antes de la temporada 2009. Con la categoría introduciendo un nuevo reglamento de motores en 2014 y Mercedes, su proveedor de motores, estableciendo su propio equipo, McLaren buscó un nuevo proveedor de motores con vistas a una relación a largo plazo. La asociación con Honda se anunció por primera vez en mayo de 2013, y el motor RA615H pasó los siguientes dieciocho meses en desarrollo. El equipo utilizó el motor híbrido PU106A de Mercedes en el McLaren MP4-29 durante toda la temporada 2014.
El desarrollo del McLaren MP4-30 comenzó con el McLaren MP4-29H/1X1, una variación del MP4-29 que se desarrolló para probar el nuevo motor. El coche hizo apariciones en sesiones de pruebas en los circuitos de Silverstone y Yas Marina, donde fue pilotado por el piloto de pruebas y desarrollo de McLaren Stoffel Vandoorne. El programa de pruebas del MP4-29H/1X1 se vio limitado por problemas técnicos con el motor que impidieron rodar de forma significativa y el chasis fue aplazado tras su aparición en Yas Marina, con el equipo llevando el motor al chasis MP4-30 antes de la primera prueba de pretemporada de la temporada 2015 en Jerez de la Frontera. El coche fue el primero de los inscritos en 2015 en superar las pruebas de choque obligatorias, obteniendo la aprobación final de la Federación Internacional del Automóvil (FIA) en diciembre de 2014.

### Librea
Antes de la temporada 2015, McLaren reveló el coche MP4-30 con una decoración cromada en negro y plata con ribetes rojos el 29 de enero de 2015. La librea inicial fue criticada por los aficionados porque incluía el elemento plateado, considerado de facto el color corporativo oficial de Mercedes-Benz, lo que causó decepción entre la mayoría de los seguidores de McLaren. Más adelante en la temporada, McLaren abandonó la decoración original en negro, plata y rojo y presentó una decoración revisada en la que predominaban los colores negro y rojo a partir del Gran Premio de España de 2015.

### Test de pretemporada
El MP4-30 debutó en los primeros test de pretemporada en el Circuito de Jerez. El equipo tuvo un comienzo difícil, con el motor RA615H sufriendo una serie de fallos mecánicos recurrentes que limitaron el rodaje del equipo durante los cuatro días, y terminaron la prueba habiendo completado la menor cantidad de kilometraje entre los presentes. Los problemas que habían aquejado al coche no se resolvieron a tiempo para la sesión de la tarde en el Circuit de Barcelona-Cataluña, lo que llevó a McLaren a sustituir algunas piezas suministradas por Honda por otras que habían desarrollado de forma independiente en 2014. El equipo consiguió por fin rodar bastante durante los últimos entrenamientos en Barcelona; tras completar sólo siete vueltas el primer día, Jenson Button pudo completar más de cien el segundo. Sin embargo, a dos semanas de la carrera inaugural, la tanda más larga de carrera continua que había completado el MP4-30 era de doce vueltas al circuito de Barcelona. Esta distancia -55,8 km- es menos de la cuarta parte de la distancia de un Gran Premio completo de 307,1 km.

### Accidente de Fernando Alonso en el test
Los test de pretemporada fueron ennegrecidos por el inexplicable accidente de Fernando Alonso en la curva 4 del Circuito de Montmeló, en el tercer día de test. El asturiano se golpeó contra el guardarraíl, debiendo ser hospitalizado. Los motivos del accidente aún a fecha actual son desconocidos, pero lo que sí es seguro es que Alonso perdió el conocimiento antes de impactar contra el guardarraíl. El traumatismo sufrido por el piloto español fue por la deceleración sufrida y el impacto lateral. La telemetría apuntó una de las posibles causas del accidente: el coche pisó la hierba en el lado izquierdo de la pista, Alonso perdió el control del coche y salió despedido contra el muro contrario debido a las fuertes ráfagas de viento que azotaban al circuito en febrero.

Múltiples expertos han elaborado sus teorías, como que fue electrocutado por el sistema de recuperación de energía (KERS), el viento empujó al coche desde la otra parte de la pista y la pérdida del conocimiento. Pero el fotógrafo Jordi Vidal, que se encontraba realizando su trabajo en la curva descarta la teoría del viento, aportada oficialmente por el equipo Mclaren:
"Alonso venia más lento de lo normal, sin pinchazo ni nada raro. Ha girado el coche con intención de pararlo y se ha ido chocando contra el muro. En ese momento no hacía nada de viento en esa curva (3), sí en la 1 y 2, por eso me quedé en la 3 haciendo fotos".

[...] "Él no se movía para nada, ha estado parado hasta que lo han tapado, unos 10 minutos desde que surgió el accidente hasta que taparon la zona" [...]
Por su parte, el director del circuito de Montmeló en ese entonces, Salvador Servià afirmaba que no hacía tanto viento como para provocar un accidente tan fuerte, pero que era "perfectamente posible". "No han contado las circunstancias del accidente porque tendrá que comentarlas con su equipo (...) vete a saber lo que estaban probando en ese momento".
Oficialmente, ningún parte médico ha sido hecho público ni ninguna imagen ha sido proporcionada ni por el equipo McLaren ni por ningún otro organismo. Las únicas imágenes disponibles del accidente fueron realizadas por video aficionados.
Algunos periodistas y aficionados informaron que en el Gran Premio de España, disputado 3 meses y cuatro días después, las marcas del accidente seguían siendo visibles en el asfalto de la curva 3. Kevin Magnussen, piloto de pruebas y reserva de McLaren, fue su llamado como su sustituto para el resto de los test y la ronda inaugural de la temporada.

### La unidad de potencia: Honda RA615H
Un análisis del RA615H reveló que Honda había desarrollado la unidad de potencia pensando en la temporada 2016; aunque no se habían planteado revisiones sustanciales del Reglamento Técnico, la decisión se tomó para que Honda pudiera adelantarse en el desarrollo de su motor de 2016 sin perder tiempo intentando mantener el desarrollo de una unidad de potencia precoz en 2015. Además, como McLaren estaba desarrollando el MP4-30 para que tuviera un diseño muy compacto, Honda introdujo varios conceptos radicales en el motor que les permitieron desarrollar un motor más pequeño que pesaba sólo 145 kg y que encajaría dentro de los límites del chasis, con la contrapartida de que requería refrigeración adicional por agua para mantener las temperaturas bajo control.
En primer lugar, el turbocompresor se dividió y se colocó junto a la unidad generadora de calor del motor (MGU-H) -el generador que recoge la energía térmica del colector de escape utilizada para alimentar la turbina- y se situó dentro de las bancadas de cilindros que forman la configuración en "V" del motor. Para conseguirlo, Honda renunció al uso de un ventilador centrífugo en su compresor de una sola etapa en favor del uso de varios sopladores más pequeños colocados a intervalos a lo largo de un eje. Aunque esto limitaría la capacidad del turbocompresor para acumular la cantidad máxima de presión de sobrealimentación, el límite de flujo de combustible de 100 kg/h introducido en 2014 minimizó el impacto de esto. La unidad de motor-generador cinético (MGU-K) -el generador que recoge la energía del giro del motor durante la frenada- se colocó delante del motor para suministrar energía directamente al cigüeñal, siguiendo la convención establecida con la introducción del sistema de recuperación de energía cinética en 2009. Las baterías que albergan la energía cosechada por el MGU-H y el MGU-K se fusionaron con la Unidad de Control Electrónico y se colocaron delante del motor. Tanto el MGU-H como el MGU-K eran capaces de cosechar 4 MJ (1,1 kWh) de energía por vuelta. Sin embargo, según la normativa de 2015, ambos sistemas solo podían desplegar 2 MJ (0,56 kWh) de energía por vuelta. Tanto el MGU-H como el MGU-K eran capaces de generar 4 MJ (1,1 kWh) de energía por vuelta. Sin embargo, según la normativa de 2015, ambos sistemas solo podían desplegar 2 MJ (0,56 kWh) de energía por vuelta.
En el Gran Premio de Hungría, se observó que Honda había tomado la inusual medida de dar a cada motor un nombre individual como "PU18 'Greyhawk'" y "PU22 'Erica'".

### Desarrollo durante la temporada
Dado que a cada fabricante de motores de la parrilla de 2015 se le concedió un margen limitado para desarrollar sus motores, McLaren y Honda dispusieron de cierto margen para desarrollar la unidad de potencia RA615H antes de que se exigiera su homologación, a pesar de haber tenido dieciocho meses de desarrollo ininterrumpido antes de la primera carrera. Según el reglamento de 2015, las unidades de potencia se dividieron en treinta y dos áreas de desarrollo, y Honda obtuvo permiso para desarrollar nueve a lo largo de la temporada. Las primeras actualizaciones del motor se introdujeron en el Gran Premio de Canadá, con el objetivo de mejorar la fiabilidad de las unidades del motor-generador, pero a mitad de temporada, se informó de que el motor producía 120 CV (89 kW) menos que el motor Mercedes PU106B Hybrid, la referencia de la parrilla de 2015.
Durante los preparativos para el Gran Premio de Gran Bretaña, Ron Dennis, director ejecutivo y presidente de McLaren, señaló que el equipo se sentía alentado por los datos aerodinámicos que habían recopilado sobre el chasis, en particular sus velocidades en la parte media de las curvas, que según él eran similares a las de otros equipos. Añadió que los problemas de rendimiento del coche se debían a la falta de potencia y a la escasa eficiencia del motor. Éric Boullier, el director del equipo, sugirió además que el principal problema al que se enfrentaba el equipo era mejorar la eficiencia de los sistemas de recuperación de energía del RA615H, tanto en la recolección como en el despliegue de la potencia adicional, y que desarrollando estas áreas, el coche podría recuperar varios segundos en el tiempo por vuelta, lo suficiente para que el coche compitiera regularmente por podios.
Después de que el motor tuviera problemas de fiabilidad durante la primera mitad de la temporada, Yasuhisa Arai se declaró satisfecho con los progresos de Honda tras el Gran Premio de Gran Bretaña y anunció que el desarrollo se centraría en mejorar el rendimiento del RA615H antes de la siguiente ronda de actualizaciones previstas en el Gran Premio de Bélgica, con planes para una gama más amplia de actualizaciones repartidas a lo largo del resto de la temporada, con el Gran Premio de Singapur señalado como la primera carrera que sería representativa del rendimiento del nuevo motor. Honda predijo que el RA615H actualizado produciría suficientes caballos para rivalizar con el motor del Ferrari 059/4. A pesar de ser una media de 13,3 km/h más lento que el piloto más rápido a través de la trampa de velocidad durante la primera mitad de la temporada, un análisis del rendimiento del motor reveló que había reducido gradualmente el déficit respecto al Renault Energy-F1 2015. Yasuhisa Arai llegó a sugerir que el motor tenía una ventaja de 25 CV (18,6 kW) sobre el Renault, pero realmente seguía estando unos 50 CV (37,3 kW) por detrás del Mercedes.
Las actualizaciones introducidas en Bélgica incluían cambios en la cámara de combustión, la admisión y el escape con el objetivo de reducir la tensión en otros componentes del motor para permitirles funcionar con la máxima eficiencia. Un análisis de los problemas mecánicos del equipo sugirió además que había un fallo crítico en la cámara de combustión interna que estaba teniendo un efecto residual en los otros componentes al someterlos a una tensión indebida, y un MGU-H ineficiente que estaba utilizando la energía más rápido de lo que se podía cosechar con el efecto neto de que el motor perdía hasta 160 CV (120 kW) a mitad de vuelta.  Durante la carrera, se observó que el monoplaza acumulaba energía en la parte superior de la recta Kemmel, el punto más rápido del circuito, mientras que otros coches la utilizaban en el mismo lugar. A pesar de la insistencia de Arai en que el RA615H tenía una ventaja sobre el motor Renault, Fernando Alonso estimó que el coche perdía hasta tres segundos por vuelta respecto a Mercedes en el Gran Premio de Italia y era incapaz de atacar o defender su posición frente a los coches de la Scuderia Toro Rosso con motor Renault, incluso con el Alerón trasero movil (DRS) desplegado. Los comentarios de Alonso se produjeron en medio de los primeros signos públicos de tensión entre McLaren y Honda, con informes de que el equipo había solicitado que Arai fuera destituido de su cargo de Director de Proyecto. Un análisis del desarrollo llevado a cabo por los fabricantes rivales reveló que tanto Mercedes como Ferrari habían conseguido 40 CV (29,8 kW) adicionales en el transcurso de la temporada mediante el desarrollo de mezclas de combustible a medida y la reconfiguración de sus cámaras de combustión para promover una quema de combustible más eficiente, compensando las ganancias conseguidas por Honda.
Honda comenzó a introducir su tercera y última ronda de mejoras antes del Gran Premio de Rusia, centrándose en el motor de combustión interna y las piezas de escape asociadas con el objetivo de mejorar la eficiencia del MGU-H e introducir gradualmente nuevas piezas en las tres carreras siguientes. Los componentes auxiliares del motor se reconfiguraron para permitir un mejor empaquetamiento dentro del chasis, mientras que el compresor axial se sustituyó por un diseño más convencional, aunque más pequeño. La válvula de escape también se actualizó antes del desarrollo previsto para 2016, con las salidas de escape reconfiguradas para mejorar la curva de potencia del motor. Honda optó por centrarse en el motor de combustión interna en lugar de abordar directamente los problemas con el MGU-H, ya que consideraron que los problemas no podían abordarse adecuadamente con su asignación restante para el desarrollo en la temporada, y en su lugar aplazaron el desarrollo del MGU-H hasta el final de la temporada, cuando se levantarían las restricciones sobre el desarrollo. Las actualizaciones fueron entregadas a Alonso, con Button programado para recibirlas dos rondas más tarde en el Gran Premio de México. Las actualizaciones fueron recibidas positivamente por Alonso, que señaló que había estado marcando tiempos por vuelta más rápidos que los registrados por Lewis Hamilton durante la fase inicial de la carrera, y que el equipo había identificado el potencial para ganar dos segundos y medio por vuelta en 2016 mediante un mayor perfeccionamiento del motor y la adopción de elementos de diseño aerodinámico utilizados por otros equipos. Button se mostró menos optimista, señalando que el motor tendría problemas en México debido a la elevada altitud del Autódromo Hermanos Rodríguez, a unos 2.229 metros sobre el nivel del mar. Aunque las predicciones del equipo sobre un fin de semana difícil se cumplieron después de la clasificación, destacaron que el déficit respecto a los Mercedes de cabeza en los sectores del circuito menos dependientes de la potencia era de tres décimas de segundo, el margen más estrecho de la temporada.

### Recepción
El RA615H fue ampliamente criticado por la comunidad de la Fórmula 1 en general, y los problemas del equipo se convirtieron en un tema recurrente a lo largo de la temporada 2015. Estas críticas se dirigieron en particular al director de proyecto de Honda, Yasuhisa Arai, y a la estructura rígidamente compartimentada entre las dos empresas, que hizo que Honda desarrollara el motor de forma independiente y con una aportación mínima de McLaren, y que no contratara a ningún ingeniero de los fabricantes de motores rivales Mercedes, Ferrari y Renault, incluso después de que Arai reconociera que Honda había subestimado las exigencias del deporte y la tecnología necesaria para competir. En respuesta a las críticas, Arai afirmó que el enfoque de "tamaño cero" exigido por McLaren -intentar crear un diseño más compacto para encajar en el apretado chasis del MP4-30- había comprometido el diseño general del motor y limitado la capacidad de desarrollarlo a lo largo de la temporada. Fernando Alonso defendió la decisión de irse a Mclaren-Honda, sugiriendo que el programa de desarrollo independiente de Honda dificultaría que otros fabricantes copiaran el diseño del RA615H. Ron Dennis, director ejecutivo de McLaren, adoptó una postura más amplia, atribuyendo la difícil temporada del equipo a una serie de factores -incluyendo el desarrollo del chasis y la moral del personal- y no sólo al rendimiento del motor.
También se criticó la decisión de McLaren de limitar conscientemente la participación de Honda en el deporte a suministrar a un solo equipo, con la Scuderia Toro Rosso y el asediado Manor Marussia como posibles clientes de Honda para recopilar datos adicionales. Sin embargo, el equipo rechazó las críticas, argumentando que la infraestructura necesaria para establecer una asociación de este tipo los distraería de su propio objetivo, y señalando la temporada 2017 como la fecha más temprana posible en la que se podría considerar una expansión. Éric Boullier reconoció que el equipo se enfrentaría a un déficit presupuestario para la temporada 2016, estimado en unos 23 millones de dólares, ya que el equipo había previsto originalmente terminar quinto en lugar de noveno en el Campeonato Mundial de Constructores, y con ello, una gran parte de los premios en metálico.
En los prolegómenos del Gran Premio de Japón, Alonso señaló que, aunque solucionar los defectos de la unidad de potencia seguía siendo el mayor reto del equipo, estaba descontento con algunas de sus operaciones en pista, citando la falta de rodaje en las sesiones de entrenamientos del viernes, la falta de preparación en los procedimientos de salida y en las paradas en boxes, y la falta de fiabilidad de otras piezas, como la caja de cambios, como agravantes de los problemas con el motor. Tras verse incapaz de defenderse de los repetidos adelantamientos durante la carrera, se escuchó a Alonso decir por radio que el RA615H era "vergonzoso" y un "motor de GP2".
A pesar de que Honda aludió a que el motor funcionaría al máximo rendimiento en el Gran Premio de Hungría, el expiloto y comentarista de Sky Sports Martin Brundle opinó que McLaren estaba llevando a cabo un programa de investigación y desarrollo en lugar de un programa de carreras puro, por lo que buscaba diferentes resultados para la temporada en lugar de resultados directos. Cuando Button se clasificó decimotercero para el Gran Premio de Rusia, medio segundo por detrás del Red Bull de Daniil Kvyat, Brundle dijo que el equipo había hecho "su primer progreso significativo de la temporada". Sin embargo, tres carreras más tarde y tras la mejora introducida en México, Brundle dijo que el motor seguía teniendo poca potencia, era ineficiente y carecía de fiabilidad, por lo que sufría los mismos problemas que le habían aquejado desde el inicio de la temporada.
Al término de la temporada 2015, Yasuhisa Arai dejó su cargo en el equipo. Fue sustituido por Yusuke Hasegawa, director general de Investigación y Desarrollo de Honda, mientras Honda se centraba en el desarrollo de la sucesora de la RA615H, la RA616H.

## Competición

### Resumen de la temporada

#### Primeras carreras
Dos semanas antes del Gran Premio de Australia, Fernando Alonso no disputó la carrera por recomendación médica tras su accidente en los entrenamientos. Tras sustituir a Alonso en los entrenamientos de pretemporada, Kevin Magnussen permaneció en el equipo para la carrera. El equipo tuvo un difícil comienzo de temporada en Melbourne, ya que Button y Magnussen se clasificaron en la última fila de la parrilla, desajustando el motor antes de la carrera para preservar su fiabilidad; más tarde se observaría a Button pasando por la trampa de velocidad a 288 km/h , unos 21 km/h más lento que el coche más rápido. En una carrera de desgaste, Button fue el último clasificado, en undécima posición, a dos vueltas del ganador de la carrera. De este modo, completó la primera distancia de carrera completa del MP4-30. Magnussen no llegó a tomar la salida después de que su motor fallara mientras se dirigía a la parrilla, además el danés tuvo un fuerte accidente en los libres que dificultó la puesta a punto del coche.
Alonso regresó al equipo para el Gran Premio de Malasia, en el que el motor fue puesto a punto para funcionar a un mayor nivel de rendimiento y el equipo introdujo una serie de actualizaciones aerodinámicas que incluían aletas laterales y un nuevo alerón delantero. Sin embargo, Alonso y Button se clasificaron en la penúltima fila de la parrilla por delante de los pilotos de Manor Marussia Roberto Merhi y Will Stevens. Ambos coches se retiraron de la carrera con problemas mecánicos. El equipo no sumó ningún punto durante la primera tanda de carreras fuera de Europa, luchando con la escasa fiabilidad y la falta de rendimiento del motor; el Gran Premio de China fue la única carrera en la que ambos coches se clasificaron como acabados, ambos doblados por el líder de la carrera. Aunque Alonso repitió el mejor resultado del equipo, un undécimo puesto, en Baréin, cualquier esperanza de mejorar el rendimiento se detuvo con el inicio de la temporada europea en la siguiente ronda en España, donde Button terminó decimosexto y Alonso se retiró con problemas de frenos.

#### Temporada Europea
Button consiguió los primeros puntos del coche en Mónaco, con un octavo puesto. Más tarde atribuyó el resultado a la confianza que tenía en el coche, señalando que podía elevar la altura del tren delantero y frenar fuerte sin bloquear los frenos ni tocar fondo y golpear el asfalto, pero sin comprometer el rendimiento del coche al girar en el vértice de una curva.  Sin embargo, en las siguientes carreras, en Canadá y Austria, las dificultades del equipo llegaron a su punto álgido, ya que se vieron obligados a reducir la potencia del motor a niveles que no se habían utilizado desde Australia, por lo que no podían ofrecer un paquete competitivo para las largas rectas y las curvas lentas del Circuito Gilles Villeneuve y el Red Bull Ring. Además, con su llegada a Austria, tanto Button como Alonso habían agotado su cuota de componentes de motor para la temporada, lo que combinado con cambios de caja de cambios no programados, hizo que ambos pilotos recibieran penalizaciones de veinticinco puestos en parrilla.El equipo también introdujo sus primeras actualizaciones aerodinámicas importantes para la temporada, sustituyendo el morro respingón del diseño original por un frontal cuadrado similar a los diseños del Williams FW37 y el Red Bull RB11. También se revisó la parte trasera, con una serie de ranuras cortadas en el chasís por delante de las ruedas traseras para cambiar la presión del aire que fluye hacia el difusor. El equipo sólo pudo rodar de forma limitada, ya que Alonso se retiró en la primera vuelta tras una colisión con Kimi Räikkönen, pero pudieron evaluar el nuevo diseño en un test posterior a la carrera. Tras cuatro abandonos consecutivos, Alonso sumó su primer punto de la temporada con un décimo puesto en Gran Bretaña, en una carrera marcada con las condiciones cambiantes meteorológicas.

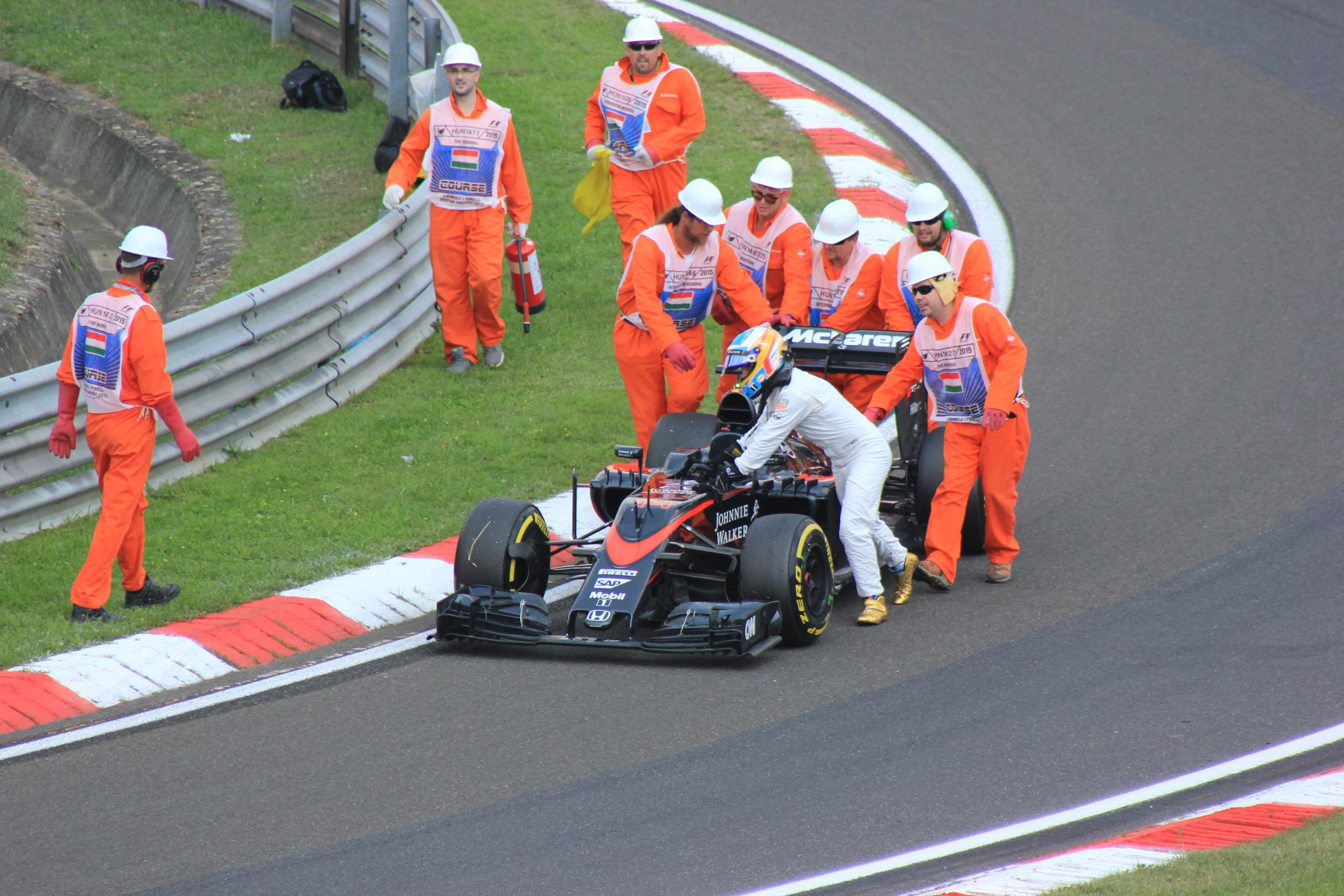
McLaren tuvo problemas de fiabilidad del motor durante toda la temporada. En la imagen, Fernando Alonso empuja su coche de vuelta a boxes después de que su motor fallara durante la clasificación del Gran Premio de Hungría.

Con el Reglamento Deportivo modificado para permitir a Honda suministrar un motor extra sin penalización, McLaren optó por usarlo en Hungría, donde se esperaba que los estrechos confines del Hungaroring y la menor exigencia de potencia beneficiaran al MP4-30. A pesar de nuevos problemas de fiabilidad que impidieron que el coche llegara a la última sesión de clasificación como el equipo esperaba, tanto Button como Alonso expresaron su satisfacción con las sensaciones del chasis y el desarrollo del equipo, describiéndolo como su mejor fin de semana de la temporada. El equipo terminó por primera vez con ambos coches en los puntos después de que Alonso terminara quinto y Button noveno, y el equipo se fue a las vacaciones de verano con diecisiete puntos, cinco por detrás de Sauber en el Campeonato del Mundo de Constructores.
McLaren introdujo deliberadamente dos motores nuevos para Alonso y Button en el Gran Premio de Bélgica, con lo que se les desplazó a la parte trasera de la parrilla, pero permitiéndoles disputar los Grandes Premios de Italia y Singapur, que se consideraban cruciales para evaluar el desarrollo del motor, sin riesgo de penalización. A pesar de este plan, el equipo se vio obligado a asumir otra penalización en Italia cuando se necesitaron más cambios de motor, con lo que el total de motores utilizados pasó de cuatro a nueve. En Bélgica también se produjo la segunda actualización aerodinámica importante del equipo: se añadieron aletas adicionales en la parte delantera del suelo para mejorar el flujo de aire bajo el coche, se redujo la altura de los sidepods y se revisó la cubierta del motor. También se cambió la posición del radiador utilizado para refrigerar el sistema de recuperación de energía. Ambos coches completaron el Gran Premio de Bélgica, pero una vez más acabaron fuera de los puntos, con una vuelta menos, en los puestos decimotercero y decimocuarto. Button describió el resultado como "vergonzoso" después de que ambos coches fueran clasificados por detrás de Sebastian Vettel, a pesar de que éste se retiró de la carrera en la última vuelta.El equipo volvió a utilizar el morro más largo para el Gran Premio de Italia con el fin de proporcionar un mejor equilibrio aerodinámico y una menor resistencia en el circuito de alta velocidad del Autodromo Nazionale Monza. El cambio resultó ser poco beneficioso, ya que ambos pilotos fueron eliminados en la Q1 y tuvieron problemas durante toda la carrera. Button terminó en decimocuarta posición, mientras que Alonso se retiró con un problema eléctrico, pero fue clasificado en decimoctava posición, ya que había completado el 90% de la distancia de carrera del ganador Lewis Hamilton. La carrera marcó un hito de cincuenta carreras desde la última victoria de McLaren en un Gran Premio, en el Gran Premio de Brasil de 2012.

#### Parte asiática y americana
Con el campeonato de vuelta a Asia para la segunda ronda de carreras fuera de Europa, el equipo llegó a Singapur confiado en puntuar; a pesar de que ambos coches avanzaron hasta el la Q2 en clasificación y rodaron entre los diez primeros durante toda la carrera, ambos coches se retiraron con problemas en la caja de cambios. Alonso se vio obligado a abandonar después de que su coche siguiera seleccionando punto muerto sin necesidad de entrada, un problema que afectó a varios pilotos; Button se vio involucrado en un contacto con Pastor Maldonado mientras intentaba adelantar al lento Alexander Rossi durante un reinicio del coche de seguridad antes de que su caja de cambios se sobrecalentara. Después de experimentar con un nuevo alerón delantero diseñado para mejorar el flujo de aire alrededor de los neumáticos delanteros durante los entrenamientos libres en Singapur, el equipo introdujo las piezas en la siguiente carrera en Japón una semana más tarde. Sin embargo, el equipo tuvo problemas con la presión de los neumáticos; tras el reventón de neumáticos a alta velocidad de Sebastian Vettel durante el Gran Premio de Bélgica, la FIA introdujo un ajuste mínimo obligatorio de la presión de los neumáticos por consejo del proveedor de neumáticos Pirelli. Para el Gran Premio de Japón, estas presiones se aumentaron en 2 psi (14 kPa) en comparación con los niveles utilizados durante la carrera de 2014, lo que afectó a la altura de conducción y al recorrido vertical de la suspensión del MP4-30 y produjo un mayor subviraje. A pesar de aprovecharse de las penalizaciones en parrilla que les hicieron salir duodécimo y decimocuarto respectivamente, Alonso y Button terminaron undécimo y decimosexto. El equipo reconoció que el Gran Premio de Singapur había representado su última oportunidad de puntuar por méritos propios, por lo que se centraron en el desarrollo de su coche de 2016 durante el tramo final del campeonato. Además de las mejoras del motor que Honda llevó a Rusia, el equipo trató de aprovechar las características de alta velocidad y baja degradación del circuito de Sochi para probar piezas experimentales del chasís, incluida la configuración de los escapes. En una carrera de desgaste, tanto Button como Alonso acabaron inicialmente en los puntos, con Button noveno y Alonso décimo hasta que Alonso recibió una penalización de cinco segundos tras la carrera que le relegó al undécimo puesto.
Además de las mejoras en el motor que Honda introdujo para el Gran Premio de Estados Unidos, McLaren introdujo un nuevo paquete aerodinámico para el MP4-30 que revisaba el alerón delantero para aumentar la carga aerodinámica, modificaba los turning vanes para mejorar el flujo de aire sobre el splitter delantero, y adoptaba un concepto pionero de Ferrari para el suelo trasero diseñado para reducir el impacto del flujo de aire que pasa por encima de las ruedas traseras e interrumpe el difusor trasero, lo que a su vez abría una gama más amplia de opciones de configuración para la altura de pilotaje y el rake, o el ángulo entre la altura de pilotaje delantera y trasera. Estas actualizaciones estaban diseñadas para alinear el MP4-30 con los diseños desarrollados por otros equipos. Con las actualizaciones del motor y la aerodinámica, el equipo esperaba competir por los puntos por méritos propios, y aunque Alonso chocó con Felipe Massa en la primera vuelta, llegó a rodar quinto en las últimas vueltas -y estaba a punto de repetir el mejor resultado del equipo en la temporada- antes de sufrir una pérdida de potencia y caer en posiciones hasta terminar undécimo. Con Alonso fuera de los puntos, Button ascendió a la sexta posición. La carrera también fue testigo de la que sería la mejor clasificación del coche, ya que Alonso salió undécimo, mientras que los seis puntos conseguidos por Button permitieron al equipo acercarse a diez puntos de Sauber en el Campeonato del Mundo de Constructores. Sin embargo, el resultado también significó que McLaren había sufrido su racha más larga sin victorias de cincuenta y tres carreras, establecida previamente entre el Gran Premio de Japón de 1977 y el Gran Premio de Gran Bretaña de 1981. A pesar de los progresos que el equipo había hecho en las rondas anteriores, los problemas del MP4-30 continuaron en México, con ambos pilotos eliminados al principio de la clasificación y Jenson Button estableciendo un nuevo récord de penalizaciones en parrilla, cambiando suficientes piezas como para justificar una penalización de setenta puestos. Alonso se retiró de la carrera con un problema incurable de ERS que el equipo había identificado la noche anterior y Button terminó decimocuarto.

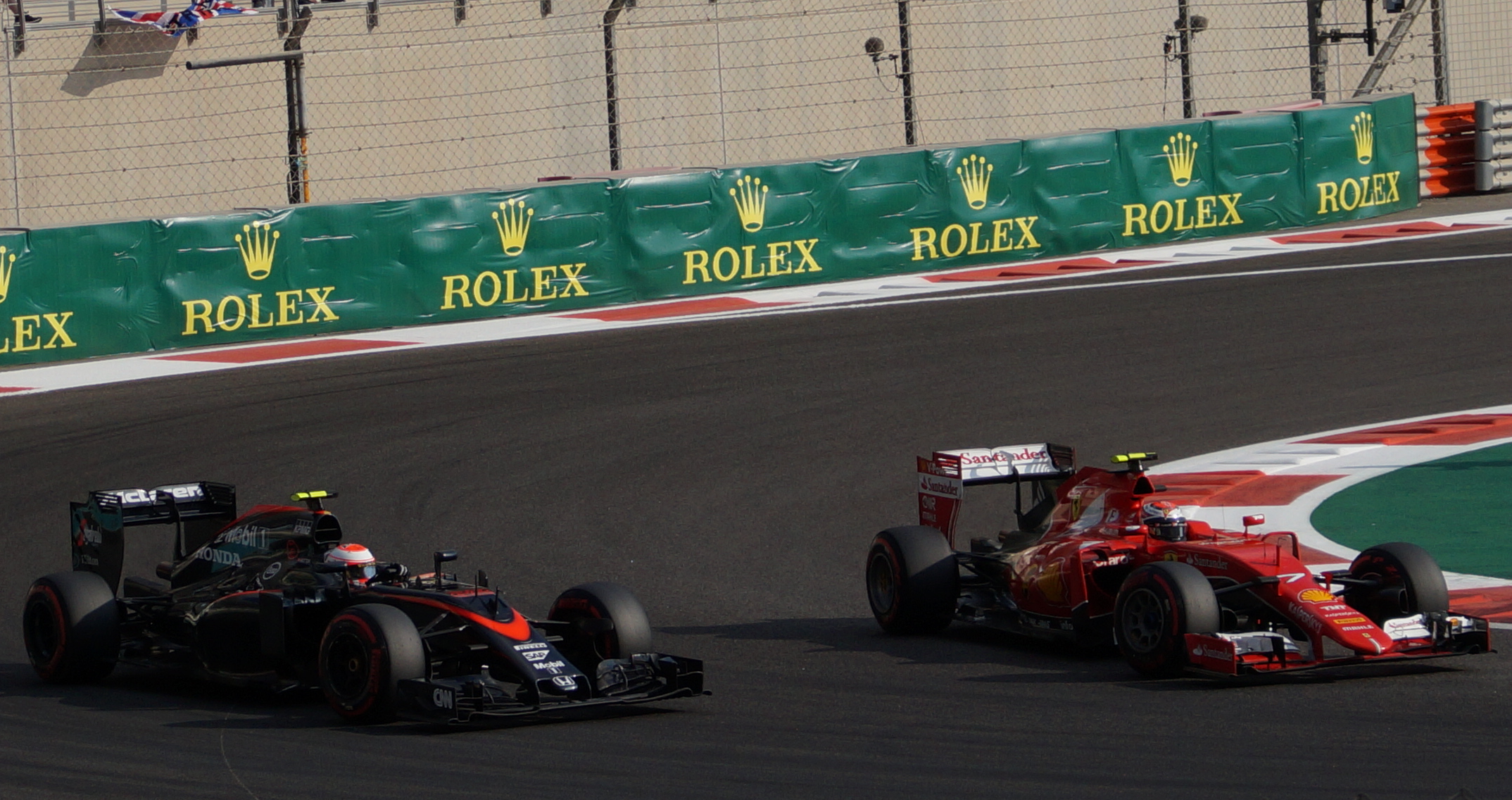
Button (izquierda) compitiendo con Kimi Räikkönen en la última carrera de la temporada, el Gran Premio de Abu Dhabi.

Los problemas del equipo continuaron cuando el campeonato se trasladó a Brasil para la penúltima prueba, con Alonso parándose dos veces en el circuito durante los entrenamientos libres con un fallo recurrente en el motor que le obligó a perderse la clasificación. Button y Alonso terminaron la carrera en decimoquinta y decimosexta posición respectivamente, que se convirtieron en decimocuarta y decimoquinta cuando Felipe Massa fue descalificado por una irregularidad en la presión de los neumáticos. Button señaló más tarde que el déficit de velocidad del RA615H en el circuito de Interlagos en relación con los otros motores era "aterrador" a pesar del amplio programa de desarrollo de Honda Cuando la temporada llegó a su fin en Abu Dabi, McLaren había cambiado completamente el desarrollo del MP4-30 para que el coche se convirtiera en una plataforma de pruebas para la temporada 2016, con "más de la mitad" de las piezas consideradas experimentales, incluyendo una configuración completamente nueva para la geometría de la suspensión trasera. A pesar de un déficit de velocidad esperado en las largas rectas del circuito de Yas Marina -con el MP4-30 registrando velocidades unos 30 km/h más lentas que los coches más rápidos a través de la trampa de velocidad- y un pequeño contacto con Valtteri Bottas en el pit lane, Button elogió el coche en su carrera hasta el duodécimo puesto, describiéndolo como "lo mejor que había sentido en todo el año". Alonso terminó decimoséptimo después de recibir una penalización de drive-through por su participación en la colisión con Pastor Maldonado y Felipe Nasr en la primera vuelta.  McLaren aprovechó la carrera de Alonso para experimentar con el despliegue completo y continuo de los sistemas de recuperación de energía del RA615H -la primera vez que el equipo lo hacía en condiciones de carrera-, lo que permitió a Alonso marcar la tercera vuelta más rápida de la carrera, menos de tres décimas de segundo más lenta que la vuelta más rápida de la carrera registrada por Lewis Hamilton.

### Clasificación final
McLaren terminó la temporada noveno en el Campeonato del Mundo de Constructores con veintisiete puntos, nueve puntos por detrás de su rival más cercano, Sauber. El MP4-30 puntuó en cinco de sus diecinueve salidas, con un mejor resultado de quinto puesto en Hungría; la carrera fue también la única vez en la que ambos coches terminaron dentro de los puntos. Jenson Button fue el piloto que más puntos sumó, con dieciséis, frente a los once de Alonso, aunque Alonso obtuvo el mejor resultado individual del equipo en Hungría y en clasificación, con un undécimo puesto en Estados Unidos. El resultado marcó la peor temporada individual de Button desde que pilotó para Honda Racing F1 en 2008, y la peor de Alonso desde su temporada de debut con Minardi en 2001.

### Retiro de la competición
Después de su última carrera en Abu Dabi, el MP4-30 participó en una serie de pruebas de postemporada organizadas por el proveedor de neumáticos Pirelli para evaluar su asignación prevista de compuestos de neumáticos para la temporada 2016 y para dar a los equipos la oportunidad de familiarizarse con los nuevos compuestos, incluyendo cuatro versiones diferentes del nuevo compuesto superblando. Stoffel Vandoorne reanudó las tareas de pruebas para el equipo durante la duración de la prueba, donde completó noventa y nueve vueltas y marcó el mejor tiempo de la prueba, tres décimas de segundo más rápido que el resto de la parrilla y cuatro décimas más rápido que el mejor tiempo marcado durante la carrera. El MP4-30 hizo una última aparición antes de ser retirado de la competición, participando en las pruebas de neumáticos de lluvia en el Circuito Paul Ricard en preparación para la temporada 2016. El coche fue sustituido posteriormente por el McLaren MP4-31.
En virtud de las normas introducidas en 2014, el MP4-30 fue declarado "coche anterior" por la FIA -al igual que todos los coches que disputaron la temporada 2015- restringiendo su uso en pruebas y filmaciones promocionales como medio para evitar pruebas ilegales dadas las similitudes entre los Reglamentos Técnicos de 2015 y 2016.

## Resultados
(Clave) (negrita indica pole position) (cursiva indica vuelta rápida)

| Año  | Motor                     | Neu. | N.º | Pilotos         | 1   | 2   | 3   | 4   | 5   | 6   | 7   | 8   | 9   | 10  | 11  | 12  | 13  | 14  | 15  | 16  | 17  | 18  | 19  | Puntos | Pos. |
| ---- | ------------------------- | ---- | --- | --------------- | --- | --- | --- | --- | --- | --- | --- | --- | --- | --- | --- | --- | --- | --- | --- | --- | --- | --- | --- | ------ | ---- |
| 2015 | Honda RA615H 1.6 V6 Turbo | P    |     |                 | AUS | MYS | CHN | BHR | ESP | MON | CAN | AUT | GBR | HUN | BEL | ITA | SIN | JPN | RUS | USA | MEX | BRA | ABU | 27     | 9°   |
| 2015 | Honda RA615H 1.6 V6 Turbo | P    | 14  | Fernando Alonso |     | Ret | 12  | 11  | Ret | Ret | Ret | Ret | 10  | 5   | 13  | 18  | Ret | 11  | 11  | 11  | Ret | 15  | 17  | 27     | 9°   |
| 2015 | Honda RA615H 1.6 V6 Turbo | P    | 20  | Kevin Magnussen | DNS |     |     |     |     |     |     |     |     |     |     |     |     |     |     |     |     |     |     | 27     | 9°   |
| 2015 | Honda RA615H 1.6 V6 Turbo | P    | 22  | Jenson Button   | 11  | Ret | 14  | DNS | 16  | 8   | Ret | Ret | Ret | 9   | 14  | 14  | Ret | 16  | 9   | 6   | 14  | 14  | 12  | 27     | 9°   |